# Phimochirus formani
Phimochirus formani — вид ракоподібних родини Paguridae. Описаний у 2019 році.

## Етимологія
Вид названий на честь Вейна Формана, спеціаліста з морського біорізноманіття з Нового Орлеану.

## Поширення
Вид поширений в Мексиканській затоці.

## Спосіб життя
Займає черепашки дрібного та середнього розміру, переважно, з родин Fasciolariidae, Turbinidae та Muricidae. Трапляється на глибині до 60 м.